# Longás
Longás (Longars en aragonés) es un municipio y población de España, de la Comarca de las Cinco Villas, perteneciente al partido judicial de Ejea de los Caballeros al noroeste de la provincia de Zaragoza, comunidad autónoma de Aragón, a 170 km de Zaragoza. Tiene un área de 49,23 km² con una población de 36 habitantes (INE 2015) y una densidad de 0,71 hab/km². El código postal es 50688.

## Geografía
Se encuentra ubicado en la cabecera del valle del río Onsella, (la llamada Valdonsella o Val d'Onsella en aragonés), en la confluencia de los arroyos Caparrito y Chinela con el río Onsella, junto a la sierra de Santo Domingo, en las estribaciones del Prepirineo aragonés. Se accede a la población por una carretera local desde Sos del Rey Católico y Navardún, o bien por una pista sin asfaltar que está catalogada como carretera autonómica (A2603) que parte de la carretera entre Bailo y Ayerbe, cerca del puerto de Santa Bárbara. La controversia por la titularidad de la carretera continúa en el año 2008 y las Cortes de Aragón han rechazado su asfaltado.
Linda al este con los antiguos términos municipales de Salinas de Jaca y Ena, hoy integrados en el término de Las Peñas de Riglos, y pertenecientes a la provincia de Huesca y comarca de la Hoya de Huesca; al norte con Bagüés y Bailo (este último perteneciente a la comarca de la Jacetania y provincia de Huesca); al oeste con Lobera de Onsella; y al sur con Luesia y Uncastillo.

## Entorno natural
- Al encontrarse en pleno Prepirineo, al pie de la sierra de Santo Domingo, ofrece lugares de interés, que incluyen rutas señalizadas para la práctica del senderismo o del ciclismo de montaña.[6]
- Es de destacar la vista desde el punto más alto de la sierra de Santo Domingo, con una espléndida vista tanto hacia la llanada cincovillesa como hacia el embalse de La Peña, ya en la cuenca del río Gállego, sin olvidar la vista del Pirineo.
- Vegetación:[7] En las zonas de umbría podemos encontrar hayas (fabos en aragonés), pinos (pins), acebos (cardoneras), boj (buxo), helechos (falaguera) o tilos (tileras), entre otros (zona de clima mediterráneo continentalizado; y en las zonas más soleadas hay arces (ezcarrons), quejigos (caxicos), bosques de encinas o carrascas (lezinas), robles (chaparros), enebros (chinipros) o endrinos (arañoneros), como corresponde a una zona de clima mediterráneo.En otoño se pueden observar gran variedad de setas, tanto comestibles como venenosas, destacando por su valor gastonómino el Lactarius deliciosus (más conocido como robellón en castellano y hongo royo en aragonés), diversas variedades del género Agaricus (Champiñones), como el Agaricus Campestris o el Agaricus bisporus, la Tricholoma portentosum (denominada Fredolic en catalàn y morrico de ciervo localmente en Longás), y las lepiotas representadas con la Macrolepiota procera y Macrolepiota rhacodes. Como especie venenosa podemos destacar la Amanita muscaria que si bien no es mortal puede provocar desde efectos alucinógenos, molestias intestinales hasta daños hepáticos.

## Historia
El territorio de Longás se supone que estuvo ocupado hasta la llegada de los romanos por la tribu celta de los suessetanos, de la que se conoce que tuvo enfrentamientos con sus vecinos los iacetanos y los vascones, aunque lo más probable es que fuera territorio fronterizo desde el cual los iacetanos atacaban las reservas de cereales de los suessetanos que dominaban la zona de valle de las Cinco Villas. Posteriormente los romanos cedieron el control de la Suessetania a los vascones tras la derrota sufrida por estos en el 184 a. C. a manos de Aulo Terencio Varrón. Posteriormente la zona sufrió una muy intensa romanización.
Longás ya aparece citado como tal en documentación procedente del monasterio de Leyre, en un documento del 14 de febrero de 938, donde aparece citado como Longareç, aunque cabe suponerle mayor antigüedad. Se mantuvo vinculado durante mucho tiempo a dicho monasterio, formando parte del dominio legerense. Otros nombres por los que ha sido conocido son: Longares y Longars (este último, en aragonés), acabando por pasar al castellano en la forma Longás, como producto de un error de ortografía, ya que en la lengua aragonesa la r final no se pronuncia en el plural.
A lo largo de su historia, Longás ha pertenecido a distintos señoríos, entre los que pueden citarse:
- El rey Pedro IV de Aragón incorporó Longás, junto con Lobera de Onsella, a los dominios de la Corona.[9]
- Perteneció a los dominios de María de Luna la Grande,[9] quien fuera esposa del rey Martín I de Aragón, y que era además titular de numerosos señoríos en la zona, como Luna, Bolea o Loarre.
- Fue adquirido por Ramón de Mur, de la conocida familia aragonesa de los Mur.[9]
- El rey Alfonso V otorgó a Juan Martín de Luna el derecho a redimir de Ramón de Mur el lugar de Longás.[9]

## Demografía
Longás cuenta con una población de 45 habitantes (INE 2024).
| Gráfica de evolución demográfica de Longás entre 1842 y 2021                                                        |
| |
| Población de derecho según los censos de población del INE Población de hecho según los censos de población del INE |

A finales del siglo XIX, Longás alcanzó el que posiblemente fuese el mayor número de habitantes de su historia, 616, pero como la mayoría de los pueblos españoles debido a la elevada emigración hacia América, Francia, las grandes ciudades o los núcleos de mayor tamaño de las cercanías, fenómenos acentuados con la revolución industrial y sus consecuencias en el medio rural, su población comenzó a menguar rápidamente, y en 1981 contaba únicamente con 24 habitantes, aunque posteriormente ha recuperado algo de población, debido esencialmente al retorno de emigrantes ya jubilados.

## Economía

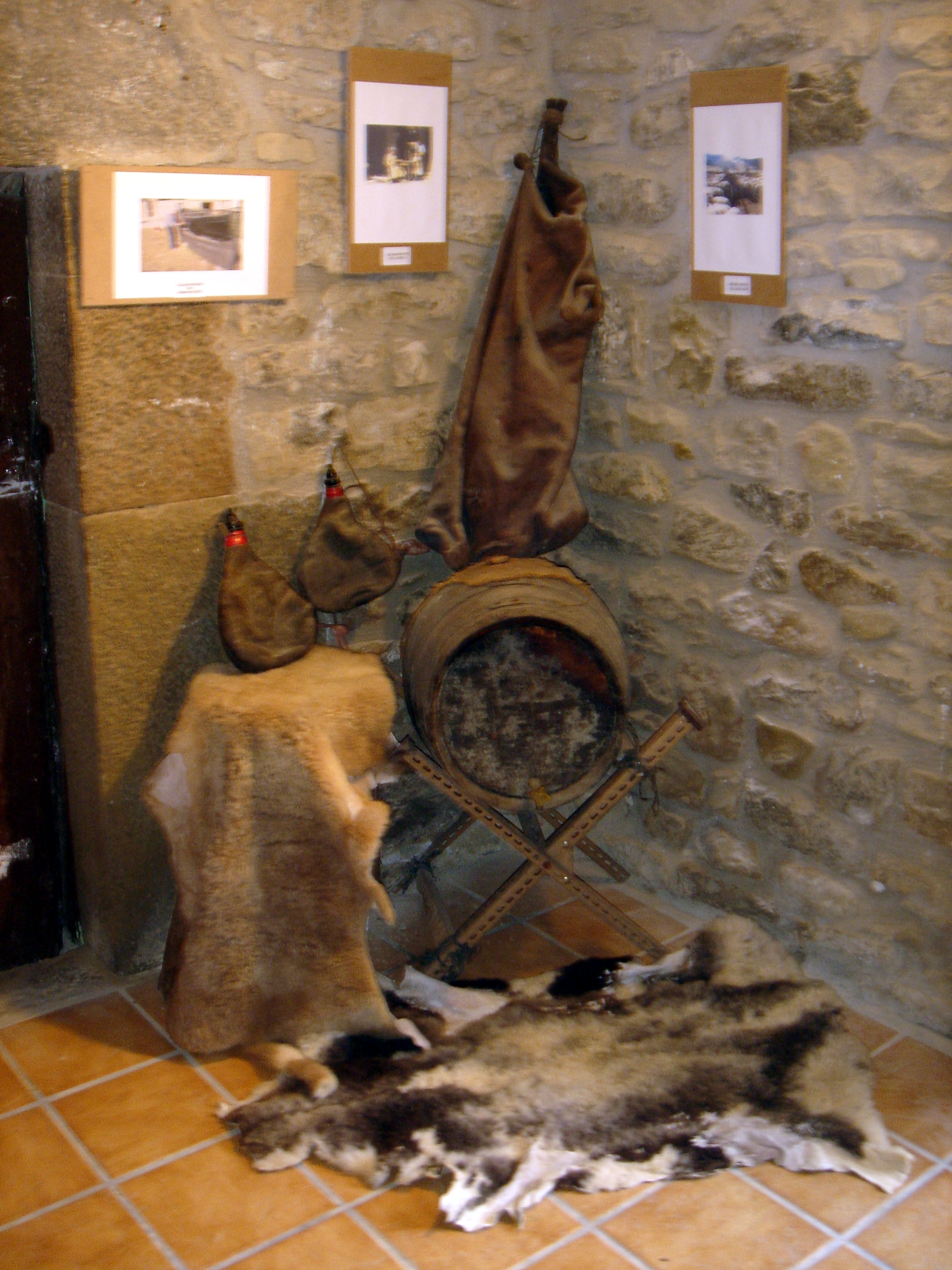
Exposición de los usos de la pez

La actividad económica se ha resentido históricamente por el difícil acceso al pueblo realizado por caminos sólo transitables por personas y mulas, posteriormente a través de pistas forestales y en épocas recientes por una mala carretera desde Lobera de onsella.
Los vecinos actuales de la localidad viven básicamente de la agricultura (especialmente cerealística) y la ganadería (especialmente ovino y bovino, aunque existe en el pueblo un hostal (Os Tablaus, que es a la vez bar y centro social de Longás), que permite hablar de la existencia de un sector turístico, especialmente de forma estacional, en los veranos y en épocas de veda de caza cinegética.
Ya ha desaparecido la actividad relativa a la extracción de pez o resina, que fue históricamente tan importante en Longás que generó el apodo con el que se conoce a sus habitantes. Hay que tener presente que los peceros de Longás recorrían a veces largas distancias, llegando, por ejemplo, una vez al año, a diversos lugares de Serrablo o del Sobrepuerto, en la provincia de Huesca.
Recientemente se ha restaurado un horno, para una vez al año fabricar pez, como muestra de un oficio tan importante en esta localidad y demostrar a los visitantes los diferentes usos que se le daban a esta substancia tales como marcado de ganado, cauterización de heridas en los animales, impermeabilización de botas, barricas.

## Administración y política
| Período   | Alcalde                     | Partido |  |
| --------- | --------------------------- | ------- |  |
| 1979-1983 | Ángel Berges Benedé         | Ind.    |  |
| 1983-1987 |                             |         |  |
| 1987-1991 |                             |         |  |
| 1991-1995 |                             |         |  |
| 1995-1999 |                             |         |  |
| 1999-2003 |                             |         |  |
| 2003-2007 |                             |         |  |
| 2007-2011 |                             |         |  |
| 2011-2015 |                             |         |  |
| 2015-2019 | Jesús Mayayo Solana         | PP      |  |
| 2019-2023 | Miguel Ángel Nieto-Sandoval | PP      |  |

| Partido político    | Partido político                                   | 2003   | 2007   | 2011   | 2015   |
| Partido político    | Partido político                                   | Ediles | Ediles | Ediles | Ediles |
|                     | Partido Popular de Aragón (PP)                     | 1      | 1      | 1      | 1      |
|                     | Partido de los Socialistas de Aragón (PSOE-Aragón) | 0      | 0      | 0      | —      |
|                     | Partido Aragonés (PAR)                             | —      | —      | 0      | —      |
|                     | Chunta Aragonesista (CHA)                          | 0      | —      | —      | —      |
| Total de concejales | Total de concejales                                | 1      | 1      | 1      | 1      |

## Cultura

### Lengua aragonesa
Longás es uno de los lugares de las Cinco Villas en los que más vivo se ha mantenido el uso de la lengua aragonesa, y que hasta tiempos muy recientes era la lengua de comunicación entre los habitantes del lugar. Hoy en día se puede observar su imprenta sobre todo en los topónimos, los nombres de los animales y plantas, en refranes y dichos de tradición oral.

### Patrimonio artístico
- Es de destacar todo el conjunto del casco urbano de Longás, de pleno aspecto medieval, al estar las casas construidas con sillares de piedra de la zona. Existen casas señoriales góticas y renacentistas.[21] Puede verse en Internet un plano de Longás.[22]
  - Elementos arquitectónicos concretos, como escudos de armas[23] en fachadas de casonas de infanzones, arcos (hay arcos de medio punto adovelados), balcones, ventanas, ventanas ciegas de las que se desconoce su utilidad, remates de chimeneas denominados espantabrujas, etc.[24] A destacar los edificios conocidos como casa Francisca o casa Mayayo.
- Iglesia parroquial, consagrada a Santa María, del siglo XIV.[25] A destacar su esbelta torre-campanario de planta octagonal, rematada con arquillos aragoneses y que aloja en su interior una escalera de caracol.[7] El interior de la iglesia es de planta cruciforme, con ábside poligonal y bóveda de crucería estrellada[26] para la nave.[24] Se dice que podría tratarse de una antigua torre de defensa. El resto del edificio tiene bóveda de cañón sobre arcos fajones de ladrillo.[26] La iglesia conserva en su interior un retablo plateresco dedicado a San Miguel.[9]
- Ermita de Santa María Magdalena, del siglo XVIII,[9] a las afueras del casco urbano.
- Ermita de Santo Domingo, emplazada en el punto más alto de la sierra de Santo Domingo, a 1.524 metros de altitud, posiblemente en lugar en que en la Edad Media estuvo el monasterio de San Esteban de Orastre, relacionado con el existente en el hoy llamado Corral de Calvo, a un par de km, pero ya dentro del término de Luesia.[27]
- En la zona conocida como sierra Lurientes (o sierra Luzientes en aragonés, conservando el topónimo original) pueden verse escasos restos del despoblado de Lucientes),[28] topónimo que da origen al segundo apellido de Francisco de Goya y Lucientes, cuya familia es originaria de los muy cercanos pueblos de Uncastillo y Malpica de Arba.[29]
- Torre vigía (vestigios) de san Marzal, en el despoblado de Lucientes.[7]
- Horno de pez, recientemente restaurado,[30][31] expresivo de la importancia económica de la obtención de pez o resina en el pueblo, hasta el punto de haber dado origen al apodo con el que se conoce a los habitantes de Longás (peceros).[7]
- Puente sobre el río Onsella, de estilo románico.

- Recopilación de imágenes de algunas setas fotografiadas o recogidas en el término municipal de Longás.

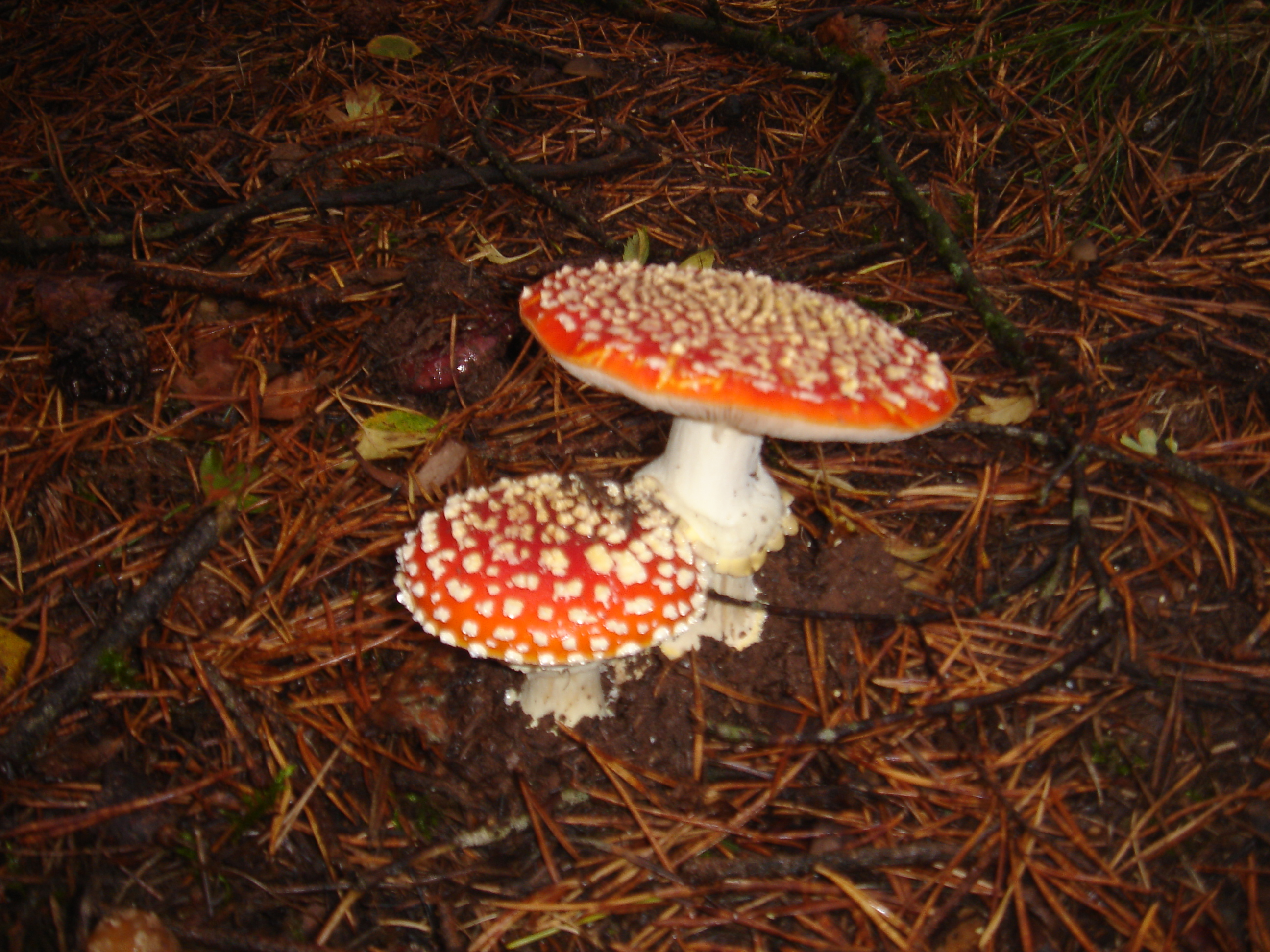
Amanita muscaria
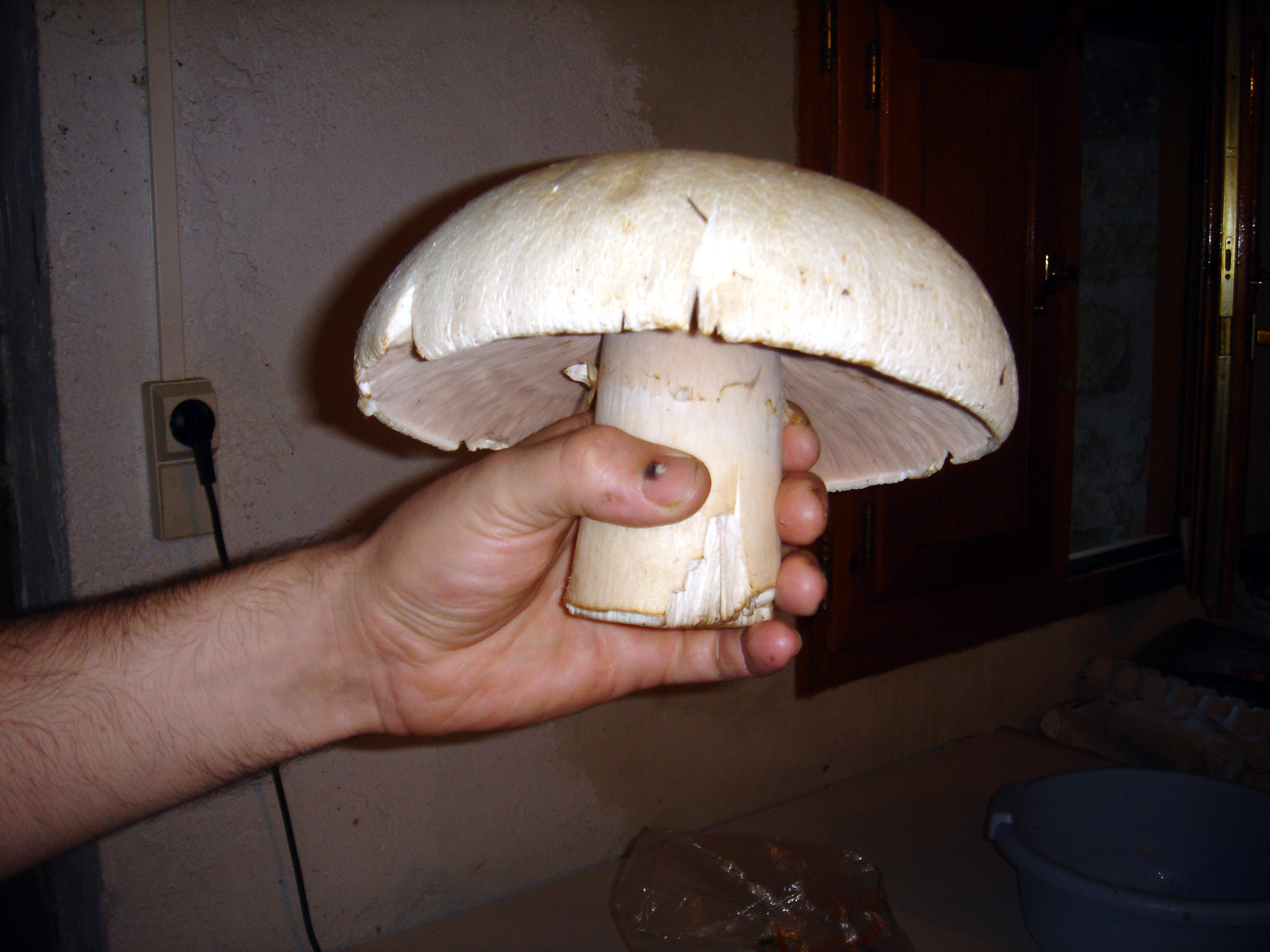
Agaricus campestris o Champiñon Silvestre

- Fauna:[7] El término de Longás atesora una gran riqueza faunística, entre los que se encuentran especies incluidas en el catálogo de especies amenazadas en Aragón,[32] tales como quebrantahuesos (crebagüesos), corzos,[33] garduñas (fuinas), comadrejas (paniquesas) o alimoches, la isabela (Actias isabellae) espectacular mariposa nocturna, o la mariposa Apolo (Parnassius apollo),[32] y otros muy abundantes como buitres leonados (güeitres), (boletas), jabalís (chabalins), ardillas (esquiruelos), y también es común ver por la noche en las carreteras y pistas forestales a los Chotacabras (Gallinitaciega). Durante el siglo XX desaparecieron del lugar el lobo o el oso (onso), cuyo nombre en aragonés está en el origen del nombre del río Onsella y de la subcomarca de la Val d'Onsella, refiriéndose a la madriguera del oso u osera.

### Leyendas y dichos populares

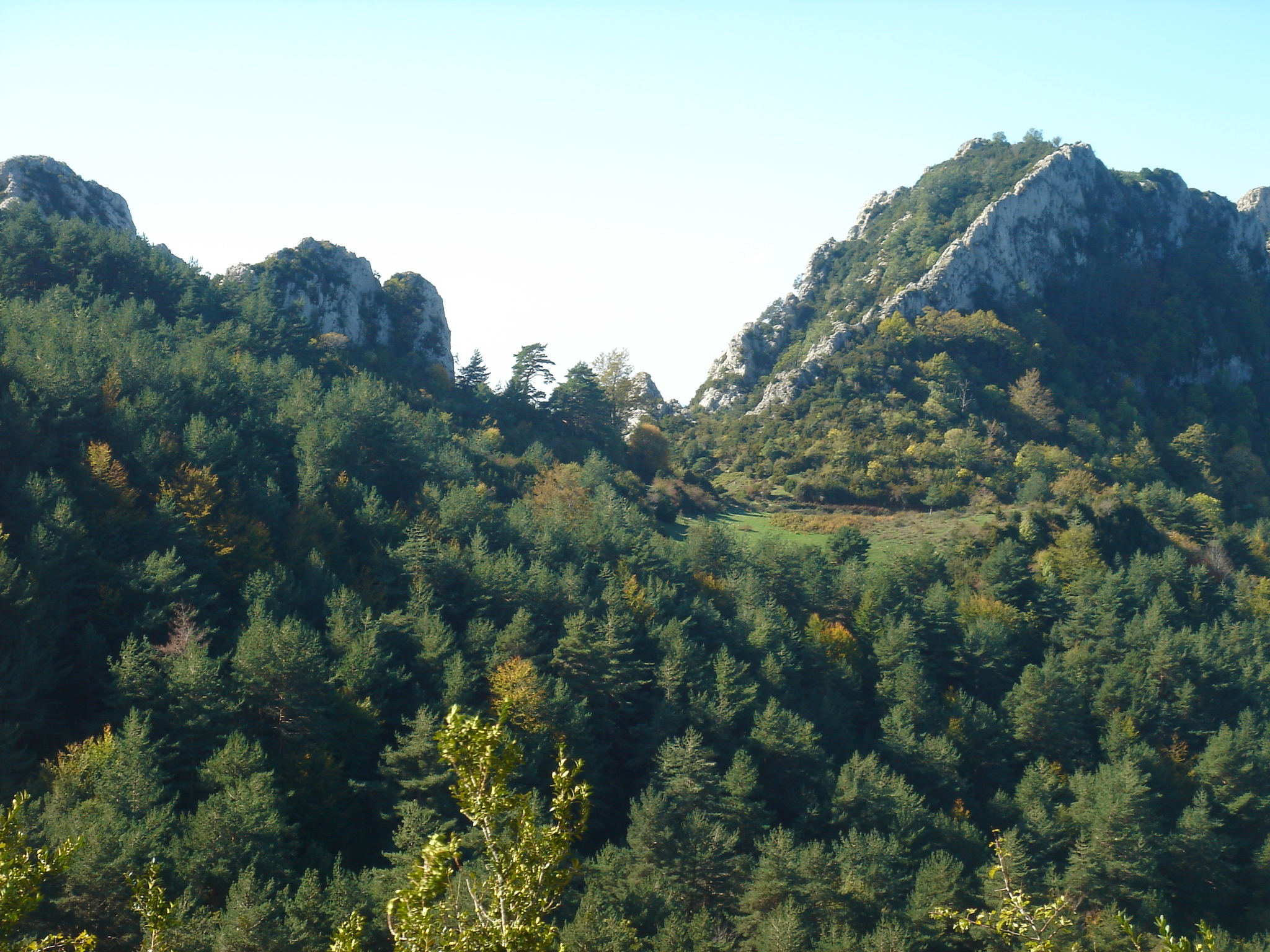
Paso O Portillo

- Una primera leyenda habla de falordias o grupos de bandoleros que se apostaban para asaltar a los viajeros en el paso de O Portillo, para luego huir a ocultarse a alguno de los numerosos foraus (cuevas) que hay en la zona.[7][34]
- También se habla del tío Domingo de Gambadas, un antiguo vecino de Longás, que al parecer afirmaba haber encontrado oro en la sierra de Santo Domingo.[7]
- Otra leyenda trata de la fuente de Santo Domingo donde, según era tradición oral en el pueblo, una vaca sedienta hincó su cuerno en el yermo suelo e hizo manar agua del mismo, dando lugar así al nacimiento del río Onsella, que da el nombre a la Val d´Onsella.[7]
- Los espantabrujas que coronan las chimeneas se construían para evitar la entrada de brujas y seres malignos a través de ellas y que no provocaran desperfectos ni cayeran maldiciones sobre los habitantes de las casas.[35]

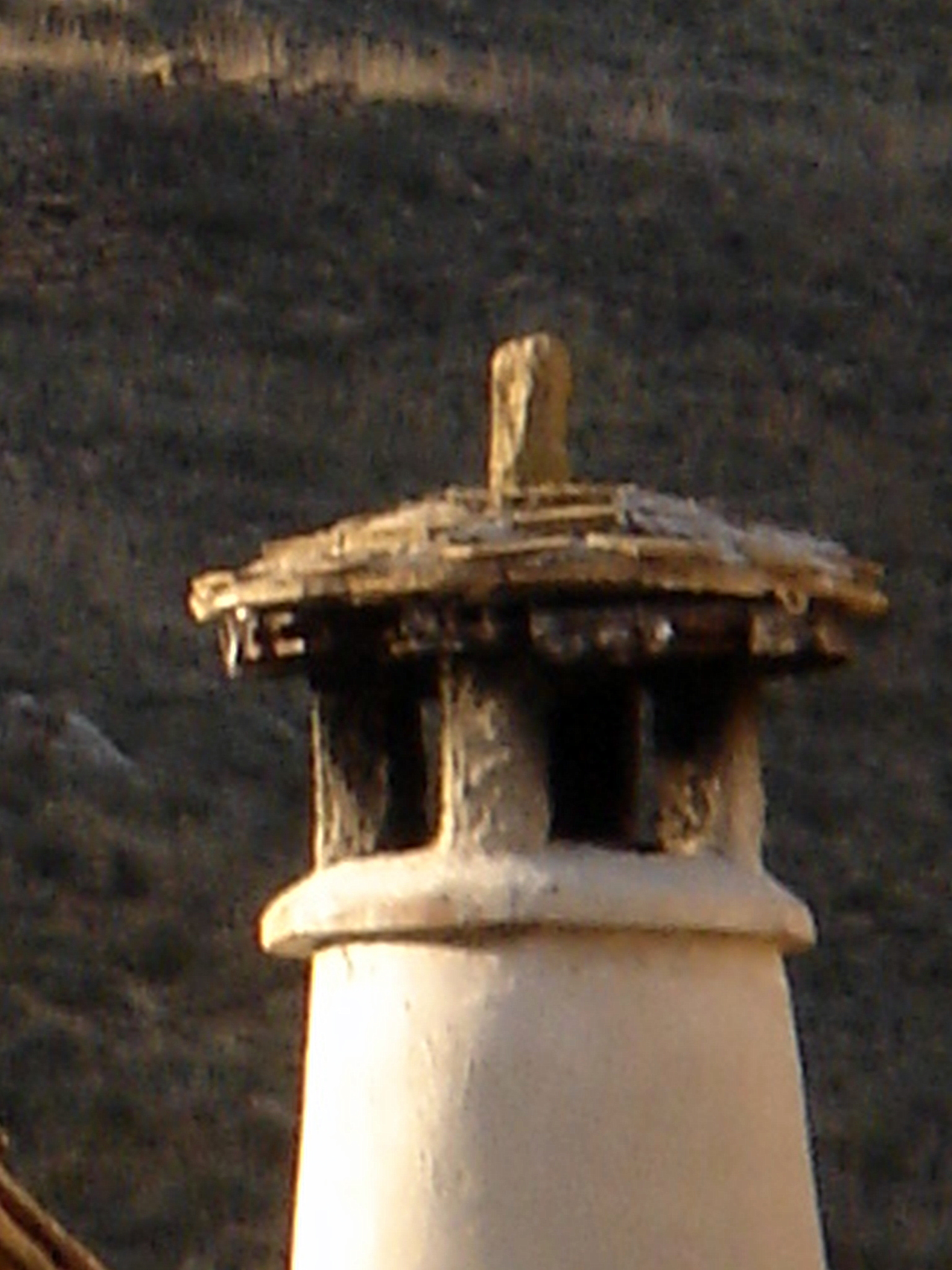
Espantabrujas restaurado.

- Siguiendo la tradición de los pastores de las zonas más altas del Pirineo aragonés y con los que tenían encuentros cuando subían al ganado a los pastos altos (valle del Roncal, Valle de Hecho) o cuando trabajaban para los grandes ganaderos de zonas del valle del Roncal o Torla-Ordesa, algunos pastores de Longás recogieron la leyenda de que un rayo no caía dos veces sobre el mismo lugar y recogían una pìedra que hubiera sido tocada por un rayo y la portaban en el zurrón.[35]
- El dicho a Longás una vez y nomás refleja el aislamiento histórico que ha sufrido la población por el dificultoso acceso debido a sus deficientes vías de comunicaciones que aún perdura en la actualidad.

### Fiestas
- 20 de enero: Fiestas menores en honor de san Sebastián. Antaño se celebraban mediante el encendido de hogueras (charatas en aragonés) durante la noche,[7] una por cada calle o plaza, y los vecinos sacaban brasas de la hoguera y mojando unos mazos en la nieve los hacían explotar, divirtiéndose así toda la noche.[36]
- Carnavales.[12]
- Santos Inocentes.[12]
- 25 de julio: Fiestas mayores de Longás en honor a Santo Domingo. En esa fecha tiene lugar la romería a la ermita de Santo Domingo, donde se asiste a la misa y se bendice el monte, para que proporcione los pastos necesarios para la manutención del ganado. Luego, se les pasa el gancho el cual purifica a cada asistente. Era fe del pueblo que aquel que tuviese que pedir algo al santo, una sanación, curación, etc., tenía que subir ese día descalzo desde Longás hasta la ermita, y así el santo, con esa penitencia, le podía conceder la petición al creyente. Es costumbre ancestral, ese día, comer en los alrededores de la ermita las tradicionales migas montañesas, compuestas básicamente por migas de pan, sebo y tocino.

### Otras actividades culturales y festivas
- Desde hace algunos años, Longás, junto con diversas localidades de las Cinco Villas, como Luesia, Isuerre, Sos del Rey Católico, Undués de Lerda, Uncastillo, Los Pintanos y Lobera de Onsella, así como otras localidades ya en la provincia de Huesca (Ayerbe, Las Peñas de Riglos y Losanglis) celebran las Jornadas Micológicas del Prepirineo, durante las que se dan conferencias y cursillos, a la vez que los restaurantes de la zona ofrecen platos en los que los diversos hongos son el producto estrella.[37]

- Existe una asociación cultural, la Asociación Cultural Chinela, cuyo objetivo es recuperar y mantener la memoria histórica y cultural del municipio.
- Museo de usos y costumbres, gestionado por la Asociación Cultural Chinela en la que puede verse una muestra de una escuela de mediados del siglo XX, utensilios de labor, una recuperación de juegos infantiles y un pequeño diccionario de palabras propias de la zona y que son restos del aragonés que se hablaba hasta hace poco en la zona.[38]
- La última semana de agosto se realiza una demostración de como se fabricaba antaño la pez en Longas, esta demostración se ha acompañado de otras actividades típicas aragonesas, como juegos populares tradicionales, lanzamiento de barra aragonesa y una carrera pedestre.
- El día 12 de octubre de 2008 la delegación de Longás abrió la ofrenda floral que se realizó a la Virgen del Pilar.[39]

### Deporte
La topografía de su término municipal y sus alrededores hacer de este lugar un sitio privilegiado para la práctica de deportes en la naturaleza, como el BTT, trail y senderismo. 
También hay un polideportivo con un rocódromo, donde se pueden practicar el fútbol-sala, el baloncesto y el frontón entre otros deportes además de permitir la realización de ceremonias de premiación y celebraciones populares. También hay que destacar la presencia en la plaza del pueblo de una pared o frontis donde antaño se jugaba a pelota, en dos especialidades a mano y con pala, actualmente tiene más éxito el frontenis. Las reglas que se siguen en este frontis son un tanto peculiares pues está unido a una hilera de casas por su lado derecho, formando un ángulo de tan solo unos 20º aproximadamente, y si la pelota repica en alguna de esas casas y vuelve a botar en los límites de la pista se considera una jugada válida.
Entre los eventos deportivos organizados destaca la carrera de montaña llamada No hay pitera, que ocasionalmente es parte del circuito de carreras de montaña de la RFEA, y ha sido dos veces campeonato de Aragón de Trail de la Federación Aragonés de Atletismo.